# Allium dentigerum
Allium dentigerum  (лат.) — вид однодольных растений рода Лук (Allium) семейства Амариллисовые (Amaryllidaceae). Впервые описан российским ботаником Ярославом Ивановичем Прохановым в 1930 году.

## Распространение и среда обитания
Эндемик Китая, встречающийся в провинции Ганьсу и на северо-западе провинции Шэньси.

## Ботаническое описание
Луковичный геофит.
Луковицы цилиндрические, немного утолщённые у основания, диаметром 0,3—0,6 см; шелуха серовато-белая с красноватым оттенком.
Соцветие — зонтик, формой от полушаровидного до шаровидного, несущий большое количество цветков с пурпурно-красным околоцветником.
Цветёт в августе.